# Hushmail
Hushmail är en webbaserad e-posttjänst (webbpost) som fokuserar sig på användarens personliga integritet och hög datasäkerhet bland annat genom att erbjuda en e-posttjänst med kryptering. Tidigare var tjänsten helt gratis, men nu kan man uppgradera sitt konto mot betalning för att få tillgång till fler tjänster. Företaget är beläget i Vancouver, British Columbia, Kanada.